# کتابخانه مرکزی نکراسوف
کتابخانه مرکزی علوم جهانی نکراسوف (به روسی: Центральная универсальная научная библиотека имени Н. А. Некрасова؛ انگلیسی: Nekrasov Library) یک کتابخانه عمومی است که در مسکو واقع شده و در سال ۱۹۱۹ تأسیس شد. این کتابخانه یکی از مراکز فرهنگی برجستهٔ روسیه محسوب می‌شود و با دارا بودن مجموعه‌ای گسترده از منابع علمی، ادبی و هنری، نقش مهمی در ارتقای دانش عمومی و حمایت از پژوهشگران ایفا می‌کند. نام این کتابخانه از شاعر و نویسنده روسی، نیکولای نکراسوف گرفته شده است. کتابخانه نکراسوف با بیش از ۲ میلیون مورد به بیش از ۱۰۰ زبان، یک سرویس کتابخانه عمومی برای شهروندان مسکو است.

## تاریخچه
تا سال ۱۹۴۱، گنجینه کتاب کتابخانه شامل ۱۹۳۵۹۹ نسخه و ۴۳۸۹۹ خواننده بود. در طول جنگ جهانی دوم، این کتابخانه به جانبازان خدمت‌رسانی می‌کرد و به مرکزی برای تشکیل کتابخانه‌های سیار برای جبهه تبدیل شد.

## کتابخانه عمومی نکراسوف مرکزی شهر نکراسوف
به دنبال تصمیم دولت و به مناسبت صد و بیست و پنجمین سالگرد شاعر و دموکرات ن.ا. نکراسوف، در سال ۱۹۴۶ این کتابخانه به نام او نامگذاری شد. در سال ۱۹۵۵، کتابخانه از آربات به املاک آ.اس. سالتیکووا، در خیابان بولشایا برونایا، منتقل شد.

## کتابخانه علمی جهانی مرکزی نکراسوف
در آغاز دهه ۱۹۷۰، کتابخانه شامل گنجینه‌ای قابل توجه از آثار ادبی با تمرکز بر هنر بود. به لطف این گنجینه و هدایای مجموعه‌داران مسکو، کتابخانه یک دپارتمان تخصصی هنر و ادبیات افتتاح کرد. در سال ۲۰۰۲، کتابخانه به خیابان باومانسکایا، پلاک ۵۸/۲۵، ساختمان ۱۴ نقل مکان کرد. در همان سال، وب‌سایت www.nekrasovka.ru برای آن در نظر گرفته شد. در سال ۲۰۰۶، به دستور وزارت فرهنگ مسکو، کتابخانه عمومی مرکزی شهر نکراسوف به کتابخانه علمی جهانی مرکزی نکراسوف تغییر نام داد.

## صندوق
گنجینهٔ ادبیات هنری و آثار نفیس شامل کتاب‌هایی دربارهٔ انواع هنر، نسخه‌های قدیمی، گنجینهٔ آثار تکثیر شده، مجموعه‌های گرافیک صنعتی، کتابخانه‌های قدیمی و کتاب‌های نفیس است. این مجموعه با دقت و تخصص گردآوری شده و شامل آثار نایاب در زمینه‌های نقاشی، معماری، طراحی، تئاتر و موسیقی می‌شود. بسیاری از این منابع دارای ارزش تاریخی و هنری بالا هستند و در پژوهش‌های تخصصی مورد استفاده قرار می‌گیرند.

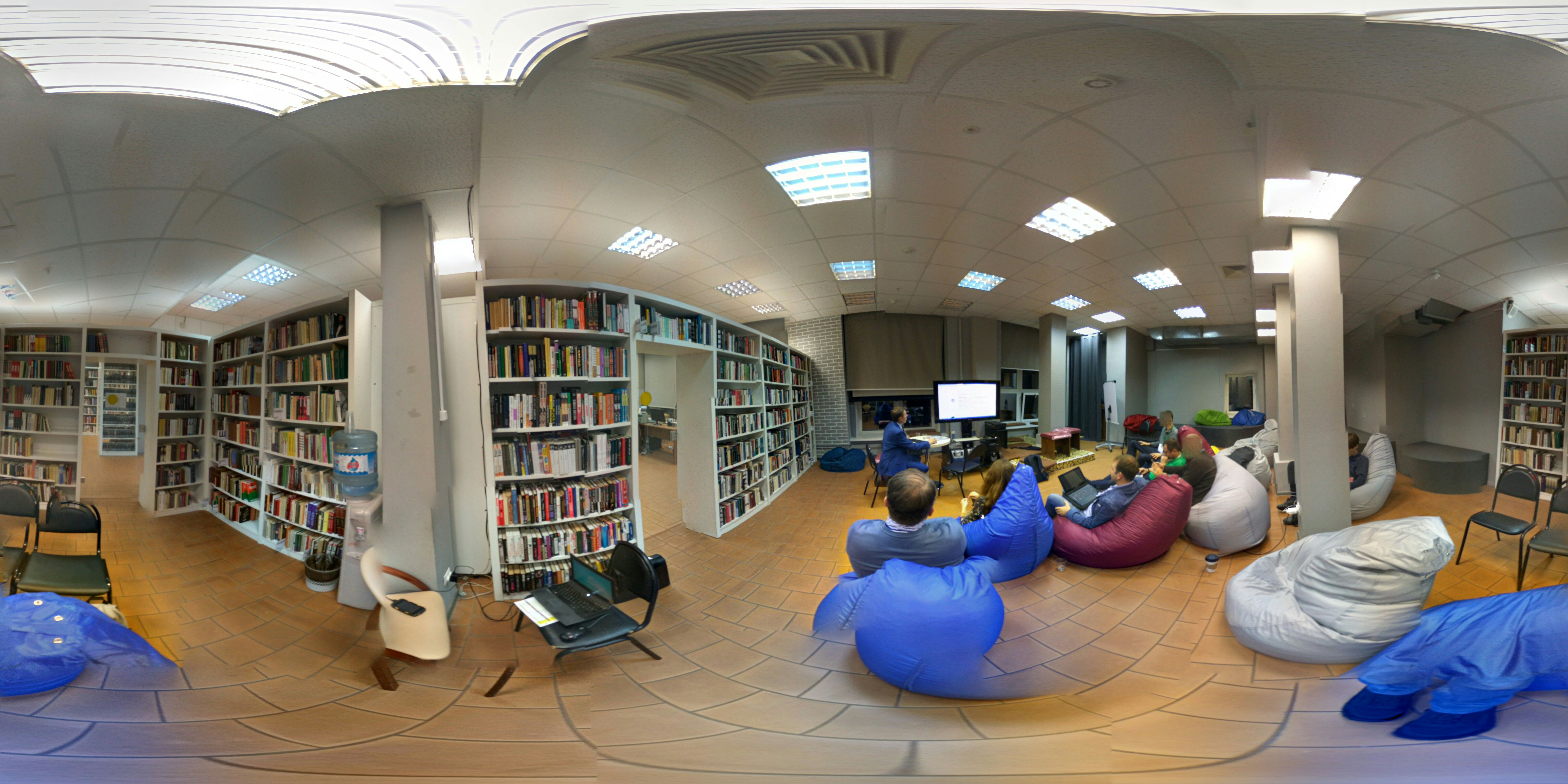
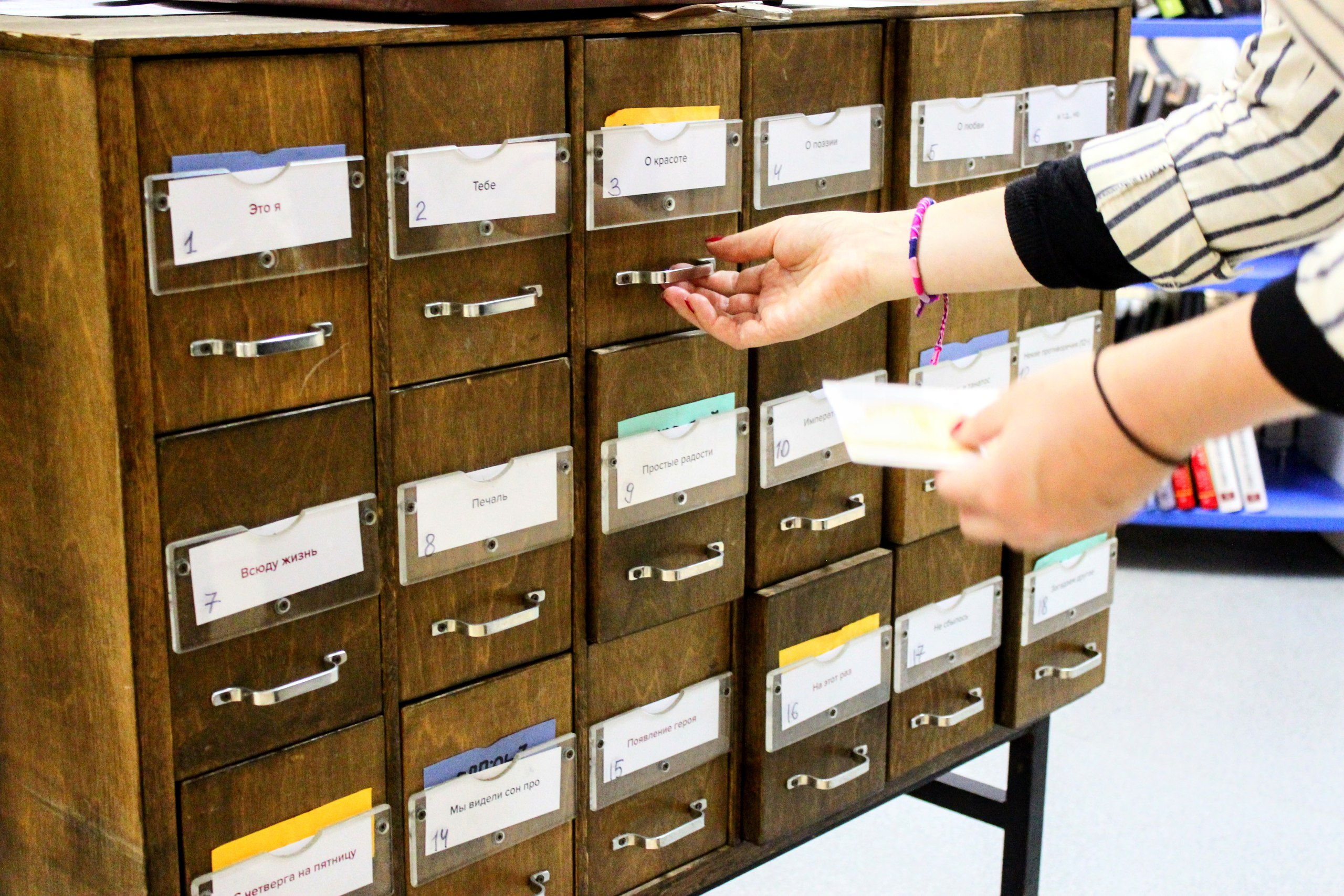
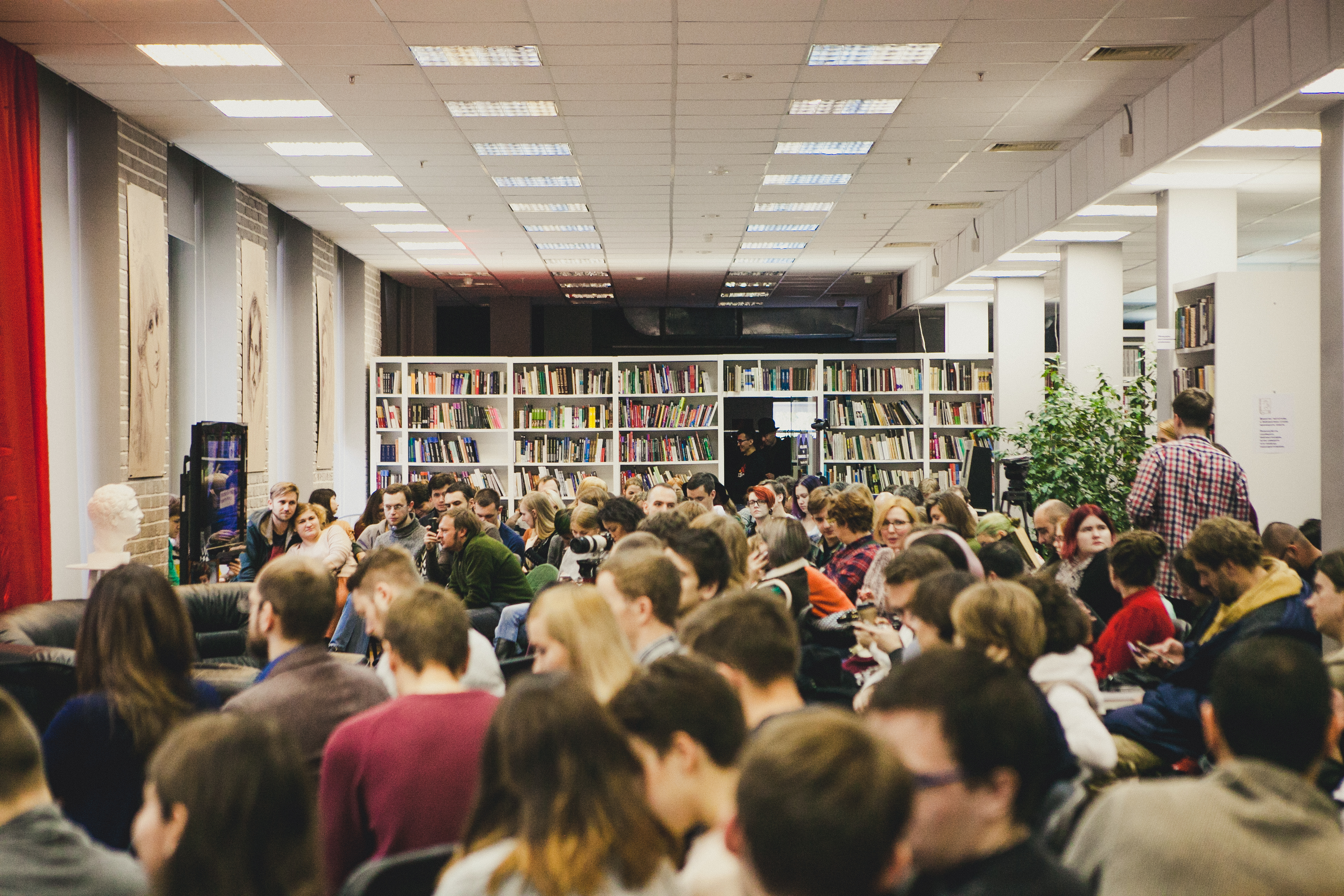
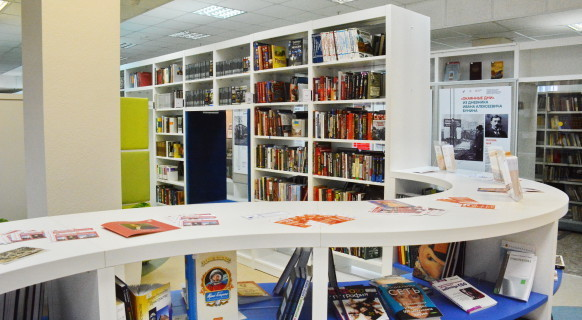
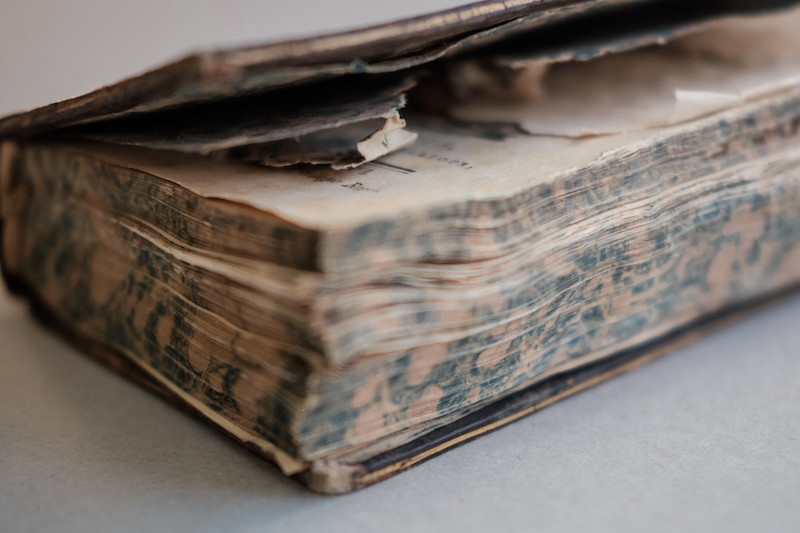
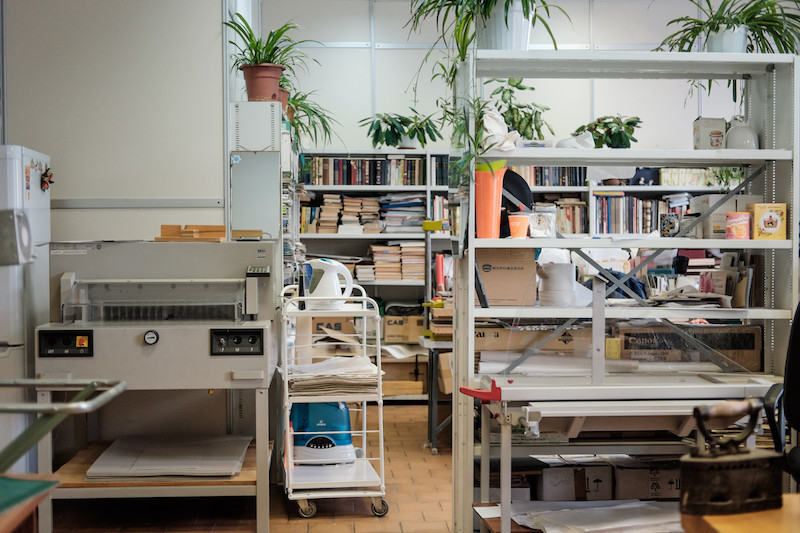
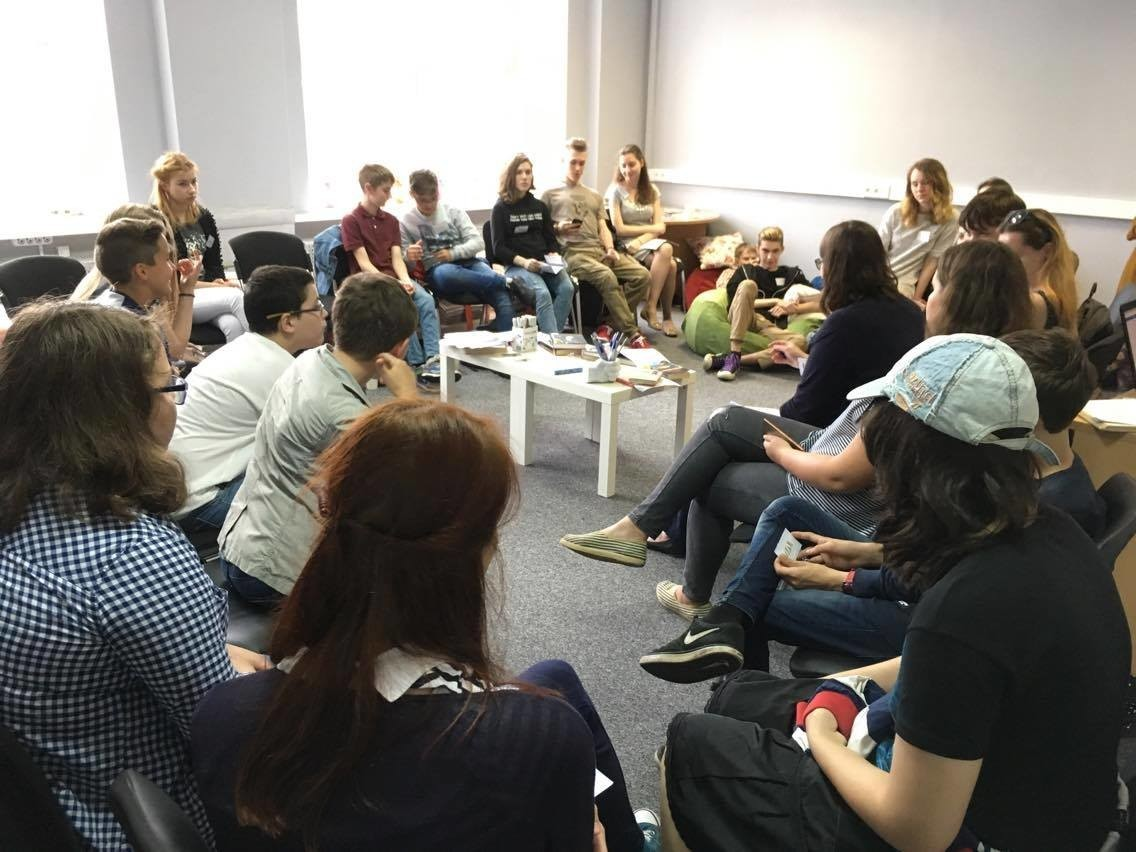

## ساختار
این کتابخانه بیش از ده بخش دارد، از جمله بخش طرح‌ها و برنامه‌های فرهنگی و آموزشی، بخش مطالعه و ترویج مجموعه‌ها، و بخش مرمت و حفاظت از نسخه‌ها.

## شرکت‌های وابسته
- محل تحویل کتاب در مرکز خرید «اقیانیا». ۱۲۱۱۷۰، مسکو، خیابان کوتوزوفسکی ۵۷، طبقه چهارم (ایستگاه متروی بلوار اسلاویانسکی). این اولین محل کتابخانه در یک مرکز خرید و تفریحی در روسیه است. بازدیدکنندگان می‌توانند در کتابخانه نکراسوف ثبت‌نام کنند، کتاب‌ها را به خانه ببرند، کتاب‌ها را از صندوق اصلی کتابخانه سفارش دهند یا برگردانند و با جدیدترین کتاب‌ها آشنا شوند.
- محل تحویل کتاب در مرکز خرید «وودنی». مسکو، خیابان گولووینسکویه ۵، طبقه دوم (ایستگاه متروی وودنی استادیوم).

## پروژه‌ها
این کتابخانه از جنبش تبادل کتاب حمایت می‌کند و مرتباً برنامه‌های تبادل کتاب برگزار می‌کند.
در سال ۲۰۱۷، پروژه «الکترونکراسوفکا» راه‌اندازی شد - سایتی جدید برای مجموعه‌های دیجیتالی کتابخانه.
در دهه ۱۹۲۰، کورنی چوکوفسکی، که آثار نکراسوف را مطالعه می‌کرد، «پرسشنامه‌ای دربارهٔ نکراسوف» تهیه و بین نویسندگان توزیع کرد. شاعران و نویسندگان مشهور به ده سؤال پاسخ دادند: کدام اشعار نکراسوف را بهترین می‌دانند، آیا نکراسوف بر آثار خودشان تأثیر گذاشته است، آیا او را فردی غیراخلاقی می‌دانند و غیره.

## انتشارات کتابخانه
این کتابخانه به صورت دوره‌ای فهرست‌های کتابشناختی مربوط به تاریخ‌های یادبود ملی و آلبوم-کاتالوگ‌هایی را بر اساس مجموعه‌های صندوق کمیاب کتابخانه منتشر می‌کرد.

## رویدادها
هر ساله این کتابخانه بیش از ۵۰۰ رویداد مهم اجتماعی برگزار می‌کند.